# Adorables mentiras
Adorables mentiras é um filme de drama cubano de 1992 dirigido e escrito por Gerardo Chijona. Foi selecionado como representante de Cuba à edição do Oscar 1993, organizada pela Academia de Artes e Ciências Cinematográficas.

## Elenco
- Luis Alberto Garcia
- Mirta Ibarra
- Isabel Santos
- Thais Valdes